# Introduce Yourself
Introduce Yourself es el segundo álbum de estudio de Faith No More, lanzado en 1987. Muchos, incluyendo a la banda, consideran a este como el álbum debut de Faith No More. Con una mucho mejor producción que su antecesor, viéndose además claramente en la canción "We Care a Lot" que vuelve a aparecer en este disco, bastante mejorada.

## Lista de canciones
| N.º | Título               | Letras         | Música                        | Duración |  |
| 1.  | «Faster Disco»       | Mosely         | Gould, Bottum, Martin         | 4:16     |  |
| 2.  | «Anne's Song»        | Gould, Bottum  | Gould, Bottum                 | 4:46     |  |
| 3.  | «Introduce Yourself» | Bottum, Mosely | Gould, Bottum, Bordin, Martin | 1:32     |  |
| 4.  | «Chinese Arithmetic» | Mosely         | Martin, Bordin                | 4:37     |  |
| 5.  | «Death March»        | Mosely         | Gould, Bottum, Martin         | 3:02     |  |
| 6.  | «We Care a Lot»      | Bottum, Mosely | Gould, Bottum                 | 4:02     |  |
| 7.  | «R N' R»             | Gould, Mosely  | Gould, Martin                 | 3:11     |  |
| 8.  | «The Crab Song»      | Mosely         | Gould, Bordin                 | 5:52     |  |
| 9.  | «Blood»              | Mosely         | Mosely                        | 3:42     |  |
| 10. | «Spirit»             | Gould          | Gould                         | 2:52     |  |

## Personal

### Miembros de la banda
- Chuck Mosley – voz
- Jim Martin – guitarra, coros
- Billy Gould – bajo, coros
- Roddy Bottum – teclados, coros
- Mike Bordin – batería, congas, coros

### Personal técnico
- Steve Berlin – productor
- Matt Wallace – productor, ingeniero
- Jim "Watts" Verecke – ingeniero asistente
- John Golden – masterización
- Lendon Flanagan – fotografía
- Bob Biggs – arte del disco
- Jeff Price – arte del disco

- Datos: Q1384657